# Бойтлер, Магдалена
Магдале́на Бо́йтлер (нем. Magdalene Beutler), также Магдале́на Фра́йбургская или Магдале́на из Фра́йбурга (Magdalena von Freiburg; 1407, Кенцинген — 1458 или 5 декабря 1485, Фрайбург) — немецкая монахиня и визионерка.

## Биография
Родилась в Кенцингене недалеко от Фрайбурга около 1407 года в семье богатого торговца по фамилии Бойтлер и его жены по имени Маргарета, которая была склонна к мистицизму и даже сочиняла соответствующую литературу. Когда Маргарета было около трёх — пяти лет, её отец умер. После смерти мужа, мать забросила воспитание дочери, раздала свою часть наследства, после чего полностью посвятила себя аскезе и мистицизму. У предоставленной самой себе девочки начались приступы каталепсии, в ходе которых она имела религиозные виде́ния. Магдалена была помещена в клариссинский монастырь в соседнем Фрайбурге, в котором прожила до конца своей жизни.
В первые годы проживания в монастыре Магдалена мало чем отличалась от прочих монашек — разве что выдерживаемым ей строгим постом и регулярно случавшимися приступами истерии. Всё изменилось в 1429 году, когда девушке было 22 года — однажды она просто исчезла из монастыря, и никто не знал, где она находилась. Магдалена обнаружилась на третий день — она лежала без сознания, распростёртая перед алтарём монастырского храма. После того, как Бойтлер привели в чувство, она рассказала, что Бог показал ей видение того, что будет с теми, кто добровольно не откажется от всех земных благ и не примет на себя обязательство добровольной нищеты. В качестве доказательства своих слов, она передала написанное собственной кровью послание. Сёстры монастыря согласились последовать советам Магдалены и передали в общую собственность всё своё имущество.
У Магдалены регулярно случались виде́ния, о которых она широко оповещала. Также на её теле регулярно появлялись стигматы. Однажды Бойтлер объявила, что у неё было видение, согласно которому её смерть должна была наступить в 1431 году. Посмотреть на это событие собралась большая толпа людей, однако, ничего не произошло. Магдалена заявила, что на то воля Бога и она должна принимать её со смирением — это вызвало разочарование обывателей, но нисколько не поколебало веру ей сестёр монастыря. Они были твёрдо уверены в святости своей товарки и ни в коей мере не ставили под сомнение её слова. При этом, поведение Магдалены разительно отличалось от поведения многих других женщин-мистиков той эпохи: несмотря на свою праведность, она была спесива и чрезвычайно жёстка по отношению к другим монахиням.
Видения Магдалены были описаны и собраны в две написанных на немецком языке большие книги. Первая из них называлась «Книгой Магдалены» (нем. Magdalenen-Buch) и содержала большое количество слабо упорядоченной информации: описания повседневной жизни и видений, среди которых — страдания Христа, описания Чистилища, предсказания о Страшном суде, о явлениях Магдалене Христа, ангелов, демонов и святых. Вторая книга именовалась «Молитвенником Отца Нашего» (нем. Paternoster-Gebetsbuch, также Erklärung des Vaterunsers) и была составлена из более чем трёхсот текстов молитв, собранных Магдаленой из самых разных источников, но при этом утверждалось, что они были продиктованы монашке Богом.
Житие Магдалены было составлено, по всей видимости, ещё при её жизни и, несмотря на опасливое отношение в Средние века к женским предстазаниям, оно было достаточно известно среди различных германских религиозных деятелей в XV—XVI веках.  Автором первоначального текста, по-видимому, была сестра того же монастыря и исповедальница Магдалены по имени Элизабет Фогтин (нем. Elisabeth Vogtin). Возможно, к написанию жития также приложил руку мистик, профессор и дипломат Йоханнес Нидер.
Магдалена Бойтлер умерла в том же монастыре во Фрайбурге, в котором провела всю свою жизнь. Современные источники дают различные даты её смерти — некоторые называют 1458 год, другие — 5 декабря 1485 года.

## Сочинения
- Книга Магдалены (нем. Magdalenen-Buch)
- Молитвенник Отца Нашего (нем. Paternoster-Gebetsbuch, Erklärung des Vaterunsers)